# 沃利齊亞 (克列梅涅茨區)
49°53′18″N 25°28′41″E / 49.88833°N 25.47806°E
沃利齊亞（烏克蘭語：Волиця），是烏克蘭的村落，位於該國西部捷爾諾波爾州，由克列梅涅茨區負責管轄，始建於1570年，面積0.78平方公里，2001年人口148，人口密度每平方公里189.7人。